# Alaskan Malamute
Der Alaskan Malamute (deutsch auch Alaskischer Malamute) ist eine von der FCI anerkannte Hunderasse (FCI-Gruppe 5, Sektion 1, Standard Nr. 243) aus den Vereinigten Staaten. Die Rasse gehört innerhalb der Nordischen Hunderassen zu den Schlittenhunden. Sie ist der offizielle State Dog des US-Bundesstaats Alaska und schmückt als Helmkleinod auch das Wappen von Yukon.

## Herkunft und Geschichtliches
Der Alaskan Malamute ist eine der ältesten arktischen Hunderassen und war bis ins 19. Jahrhundert auch die einzige Hunderasse im nordwestlichen Teil der Arktis. Seit über 2000 Jahren ziehen diese Hunde Güter und Schlitten der Menschen in dieser Region. Anfang des 20. Jahrhunderts wurden die Alaskan Malamute im Schlittenhundesport populär. Sie wurden zu dieser Zeit vermehrt mit anderen Rassen gekreuzt. Ab 1926 begann man mit der Reinzucht dieser Rasse. Sie ist nach dem  Inuitstamm der Malemuten benannt.

## Beschreibung

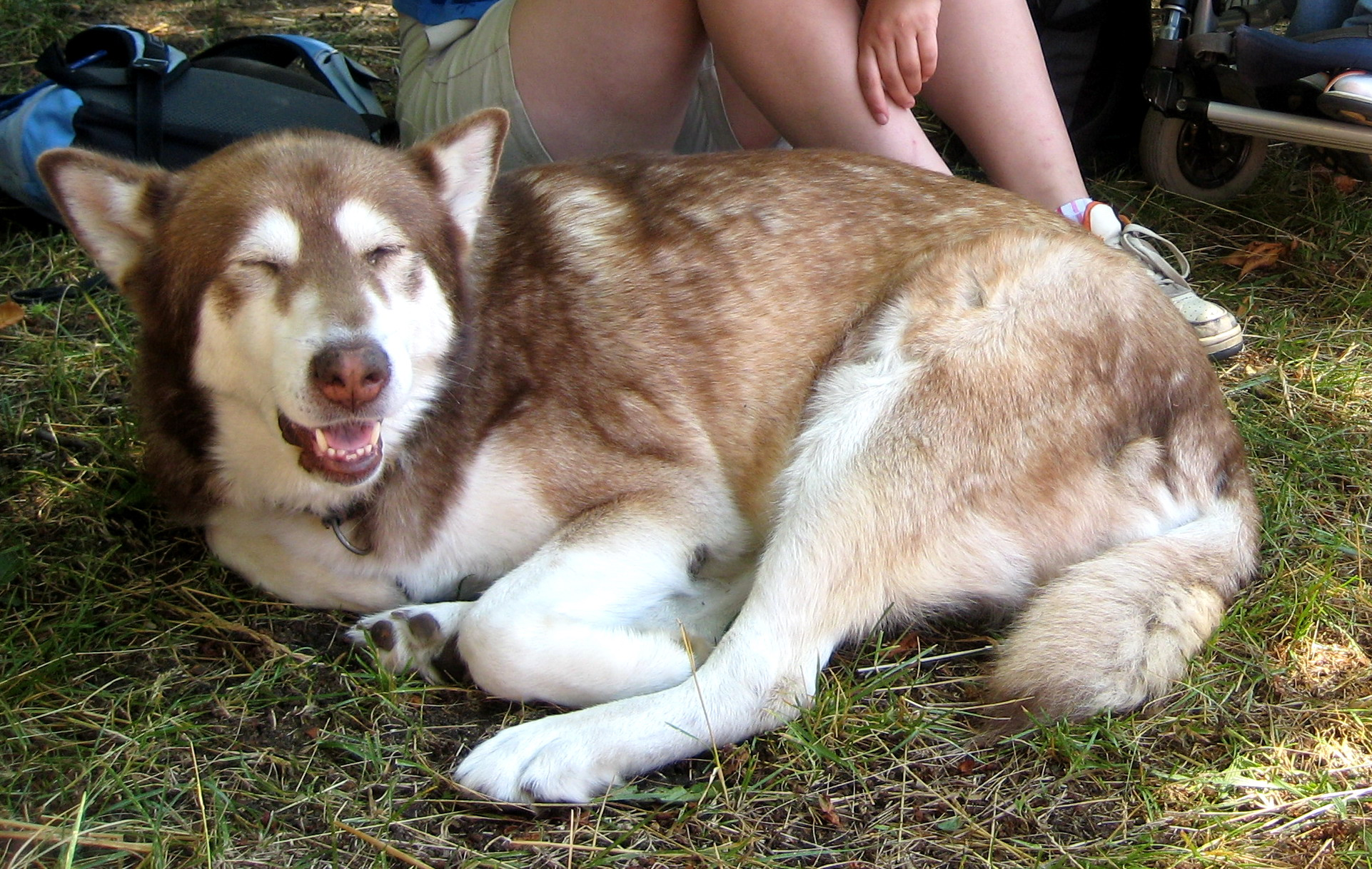
Malamute in rötlicher Schattierung

Der Alaskan Malamute hat ein wetterfestes doppeltes Fell, wobei das weiche, fettige Unterfell 3–5 cm lang werden kann, das dichte Deckhaar jedoch relativ kurz ist. Das Farbspektrum umfasst schwarz mit weißen Abzeichen an Brust, Maske und Pfoten, wolfsgrau sowie zusätzlich braune Zwischentöne. Darüber hinaus existieren auch komplett rote Varianten. Ganz weiße Alaskan Malamuten sind selten.
Der Malamute hat – anders als der Siberian Husky – keine blauen Augen; erlaubt sind braun, bräunlich-rot und schwarz.
Malamutes sind die stärksten und größten aller Schlittenhunde. Im Gegensatz zum Husky, der besonders auf Geschwindigkeit ausgerichtet ist, wurde der Malamute mehr für das Ziehen schwerer Lasten gezüchtet.

## Wesen
Der Rassestandard beschreibt den Alaskan Malamute als anhänglichen, freundlichen Hund und treuen, ergebenen Begleiter. Er wird als einerseits verspielt – bei entsprechender Aufforderung –, andererseits würdevoll dargestellt. Der Standard legt fest, dass der Malamute kein „Ein-Mann-Hund“ sein soll.

## Rassetypische Erkrankungen
Malamutes neigen zu einer vermutlich genetisch bedingten Hauterkrankung, der Zink-reaktiven Dermatose. Ursache ist eine verminderte Aufnahme des Spurenelements Zink aus der Nahrung.
Zudem ist die Alaskan Malamute Polyneuropathie (AMPN) ein großes Problem, welches allerdings seit einigen Jahren durch Gentests ausgeschlossen werden kann.